# Thomas Déruns
Thomas Déruns (* 1. März 1982 in La Chaux-de-Fonds) ist ein Schweizer Eishockeyspieler, der zuletzt beim Lausanne HC in der National League A unter Vertrag stand.

## Karriere

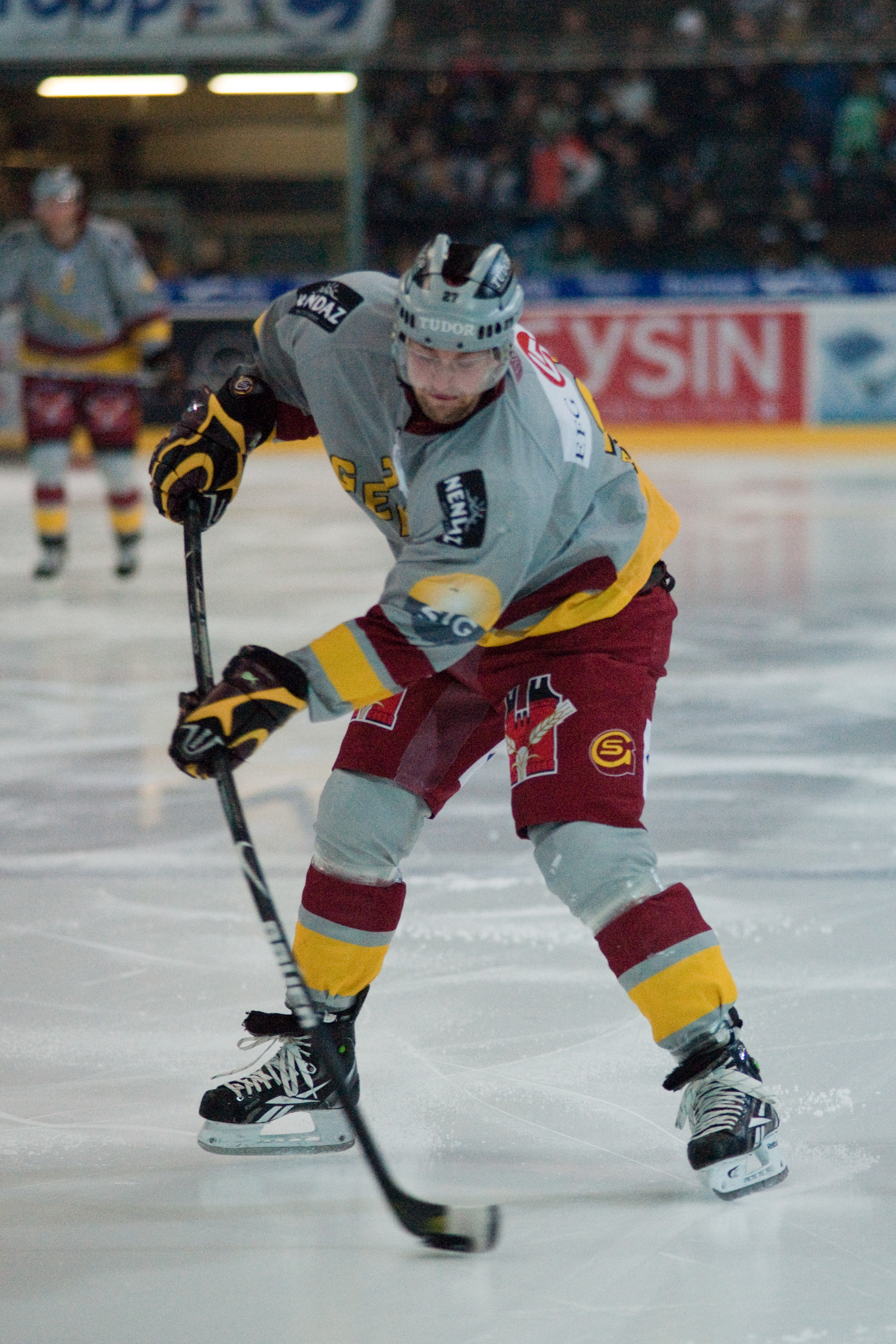
Déruns im Trikot des HC Servette Genève

Thomas Déruns begann seine Karriere bei den Junioren des HC La Chaux-de-Fonds. 2000 gab er sein Debüt in der ersten Mannschaft des Vereins in der Nationalliga B. Nachdem er sich bei seinem Heimatverein in der ersten Mannschaft etabliert hatte, wurde er 2002 vom HC Servette Genève verpflichtet. Seither gehört er dem Kader der Genfer an und absolvierte über 300 NLA-Spiele für seinen Klub. Am Ende der Spielzeit 2007/08 erreichte er mit den Genfern die Schweizer Vizemeisterschaft, genauso wie in der Spielzeit 2009/10, wo er in der Finalserie mit einem kuriosen Tor von sich reden machte, er gabelte den Puck mit dem Stock hinter dem Tor auf und beförderte ihn durch die Lücke zwischen Bern-Torhüter Marco Bührer und dem Tor.
Ende Januar 2011 wechselte er fünf Runden vor Beendigung der Qualifikation zum SC Bern, wo er einen Vertrag bis 2014 unterzeichnete. Im Dezember 2012 wurde sein Kontrakt beim SC Bern vorzeitig aufgelöst; Déruns wechselte anschliessend in die National League B zum Lausanne HC. Mit den Waadtländern realisierte er 2013 den Aufstieg in die National League A.

### International
Thomas Déruns gehört zum Kader der Schweizer Nationalmannschaft und spielte an der Heim-Weltmeisterschaft 2009 sowie den Olympischen Winterspielen 2010 in Vancouver. Zuvor wurde er bereits bei der U20-Weltmeisterschaft 2002 sowie den Senioren-Weltmeisterschaften 2006 und 2008 eingesetzt.

## Erfolge und Auszeichnungen
- 2013 Meister der National League B mit dem Lausanne HC

## Karrierestatistik

### International
Vertrat die Schweiz bei:
- U20-Junioren-Weltmeisterschaft 2002
- Weltmeisterschaft 2006
- Weltmeisterschaft 2008
- Weltmeisterschaft 2009
- Olympischen Winterspielen 2010
- Weltmeisterschaft 2010